# Pénelopé (keresztnév)
A Pénelopé görög eredetű női név, a jelentése bizonytalan, egyesek szerint szövetet fölfejtő, mások szerint az orsó jelentésű görög szóval függ össze.

## Gyakorisága
Az 1990-es években szórványos név, a 2000-es években nem szerepel a 100 leggyakoribb női név között.

## Névnapok
- június 26.[2]
- augusztus 1.[2]

## Híres Pénelopék
- Pénelopé Odüsszeusznak, a trójai háború hősének felesége
- Penélope Cruz spanyol színésznő